# DECSYSTEM-20

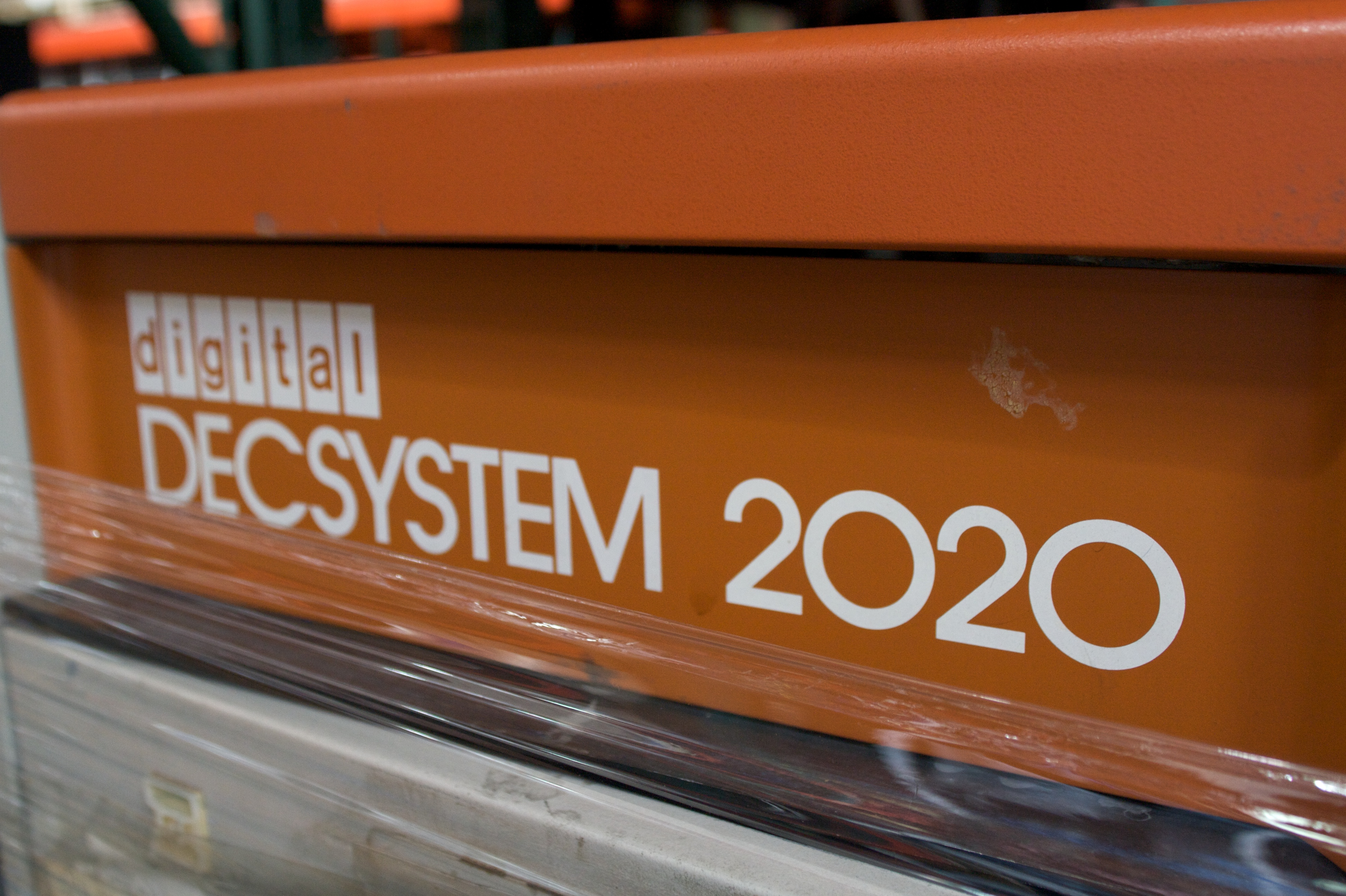
DECSYSTEM-2020 frontpaneel

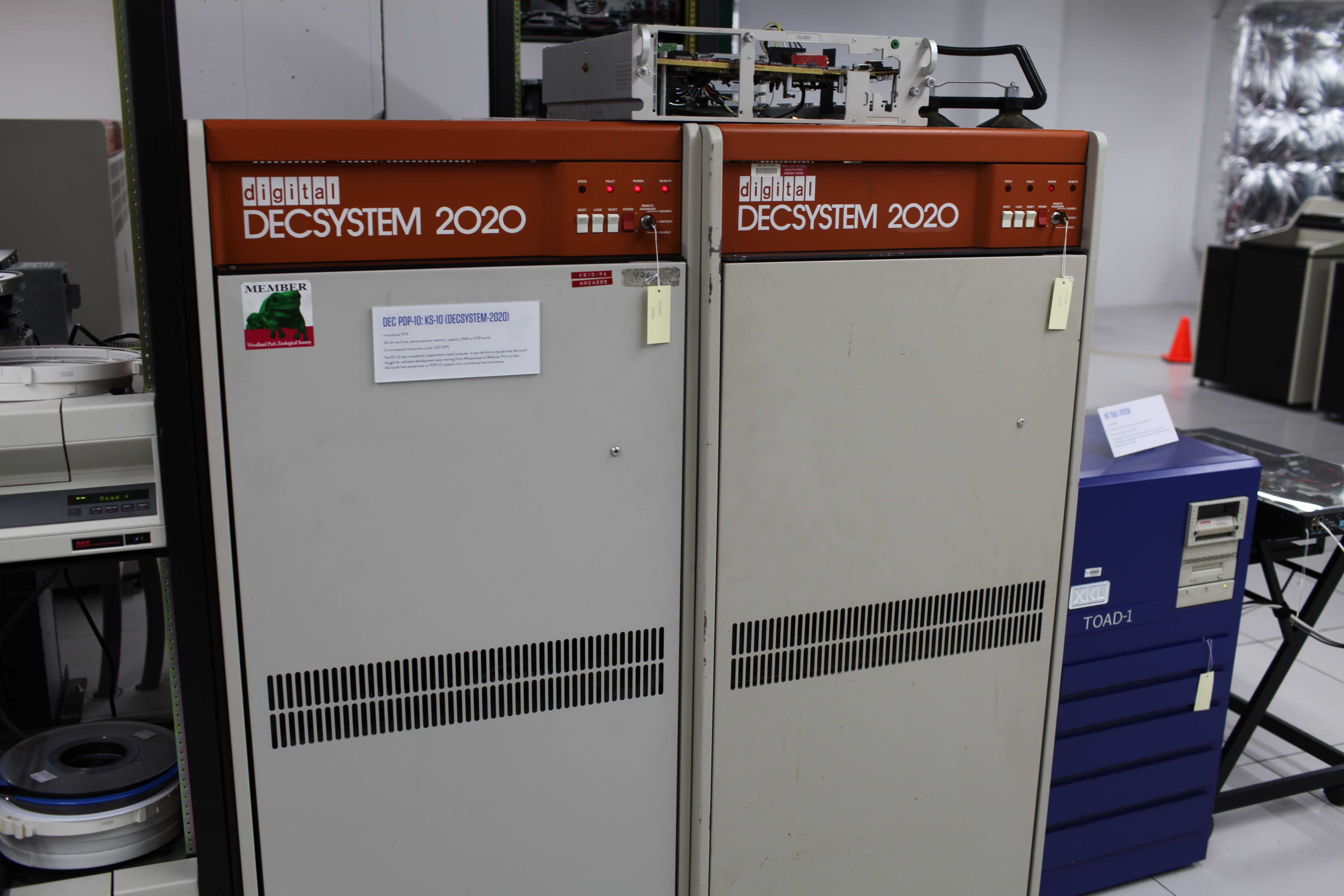
twee DECSYSTEM-2020 KS-10 systemen

DECSYSTEM-20 was een familie van 36-bit PDP-10-mainframecomputers met het TOPS-20-besturingssysteem die door Digital Equipment Corporation geïntroduceerd werd in 1976.
PDP-10-computers met het TOPS-10-besturingssysteem kregen de benaming DECsystem-10 om ze te onderscheiden van de PDP-11. Later kregen de systemen waarop TOPS-20 draaide (op de KL10 PDP-10-processors) de benaming DECSYSTEM-20. Deze systemen werden soms PDP-20 genoemd, hoewel deze aanduiding nooit door DEC werd gebruikt.

## Modellen
De volgende modellen werden geproduceerd:
- DECSYSTEM-2020: KS10 bit-slice-processor met maximaal 512 kilowoorden solid-state RAM
- DECSYSTEM-2040: KL10 ECL-processor met maximaal 1024 kilowoorden ringkerngeheugen
- DECSYSTEM-2050: KL10 ECL-processor met 2k woorden cache en tot 1024 kilowoorden RAM
- DECSYSTEM-2060: KL10 ECL-processor met 2k woorden cache en tot 4096 kilowoorden solid-state RAM
- DECSYSTEM-2065: DECSYSTEM-2060 met MCA25-pager

Het enige significante zichtbare verschil tussen een DECsystem-10 en een DECSYSTEM-20 was het besturingssysteem en de kleur van de behuizing.
Er waren enkele belangrijke interne verschillen tussen de eerdere KL10 Model A-processors, gebruikt in de DECsystem-10's die op KL10-processors draaiden, en de latere KL10 Model B-processors in de DECSYSTEM-20's. Model A-processors gebruikten de originele PDP-10-geheugenbus in combinatie met externe geheugenmodules. De latere Model B-processors gebruikten intern geheugen, gemonteerd in dezelfde kast als de CPU.
Het laatste DEC 36-bits systeem was de DECSYSTEM-2020 met één kast, een instapsysteem dat een KS10-processor gebruikte.
DECSYSTEM-20 is voornamelijk ontworpen en gebruikt als een kleine mainframe voor timesharing. Dat wil zeggen dat meerdere gebruikers tegelijkertijd konden inloggen met individuele gebruikersaccounts en de hoofdprocessor konden delen om applicaties te compileren en uit te voeren. Het besturingssysteem zorgde voor afzonderlijke schijfpermissies voor alle gebruikers en er konden verschillende beschermingsniveaus worden gehandhaafd voor verschillende type gebruikers. Een model 2060 kon bijvoorbeeld 40 tot 60 gelijktijdige gebruikers bedienen voordat er een merkbaar vertraagde responstijd optrad.

## Trivia
In tegenstelling tot "DECsystem-10" wordt "DECSYSTEM-20" volledig in hoofdletters geschreven ten gevolge van een juridisch geschil met Singer die in 1970 een computer met de naam "System Ten" uitgebracht hadden.